# Saison 1 de Prodigal Son
Chronologie
Saison 2
Cet article présente les épisodes de la première saison de la série télévisée américaine Prodigal Son diffusée du 23 septembre 2019 au 27 avril 2020 sur le réseau Fox.

## Distribution

### Acteurs principaux
- Tom Payne (VF : Clément Moreau) : Malcolm Bright (de son vrai nom Malcolm Whitly)
- Michael Sheen (VF : Pierre Tessier) : Dr Martin Whitly
- Bellamy Young (VF : Françoise Cadol) : Jessica Whitly
- Lou Diamond Phillips (VF : Loïc Houdré) : Gil Arroyo
- Halston Sage (VF : Émilie Rault) : Ainsley Whitly
- Aurora Perrineau (VF : Pascale Mompez) : Det. Dani Powell
- Frank Harts (en) (VF : Mike Fédée) : Det. JT Tarmel
- Keiko Agena (VF : Juliette Poissonnier) : Dr Edrisa Tanaka

### Acteurs récurrents
- Esau Pritchett (VF : Günther Germain) : M. David
- Charlayne Woodard (VF : Virginie Emane) : Dr Gabrielle Le Deux
- Raymond Lee (VF : Adrien Larmande) : Jin
- Molly Griggs (VF : Lydia Cherton) : Eve Blanchard
- Dermot Mulroney (VF : Guillaume Orsat) : Nicholas Endicott
- Meagan Good (VF : Marie Diot) : Colette Swanson
- Michael Raymond-James (VF : Sylvain Agaësse) : Paul Lazar
- Kasjan Wilson (VF : Kaycie Chase) : Malcolm jeune

## Épisodes

### Épisode 1:Le Fils prodigue
- États-Unis : 23 septembre 2019 sur le réseau Fox
- France : 10 mars 2020 sur TF1

- États-Unis : 4,05 millions de téléspectateurs[1] (première diffusion)
- France : 4,26 millions de téléspectateurs[2] (première diffusion)

- Michael Cerveris : Carter Berkhead

### Épisode 2:Une affaire de famille
- États-Unis : 30 septembre 2019 sur le réseau Fox
- France : 10 mars 2020 sur TF1

- États-Unis : 3,90 millions de téléspectateurs[3] (première diffusion)
- France : 3,50 millions de téléspectateurs[2] (première diffusion)

### Épisode 3:Brume psychédélique
- États-Unis : 7 octobre 2019 sur le réseau Fox
- France : 17 mars 2020 sur TF1

- États-Unis : 3,66 millions de téléspectateurs[4] (première diffusion)
- France : 4,06 millions de téléspectateurs[5] (première diffusion)

- Sakina Jaffrey : Elaine Brown

### Épisode 4:Obsession
- États-Unis : 14 octobre 2019 sur le réseau Fox
- France : 17 mars 2020 sur TF1

- États-Unis : 3,18 millions de téléspectateurs[6] (première diffusion)
- France : 4,06 millions de téléspectateurs[5] (première diffusion)

### Épisode 5:Âmes errantes
- États-Unis : 21 octobre 2019 sur le réseau Fox
- France : 24 mars 2020 sur TF1

- États-Unis : 3,34 millions de téléspectateurs[7] (première diffusion)
- France : 3,86 millions de téléspectateurs[8] (première diffusion)

### Épisode 6:Prendre un enfant par la main
- États-Unis : 28 octobre 2019 sur le réseau Fox
- France : 24 mars 2020 sur TF1

- États-Unis : 3,39 millions de téléspectateurs[9] (première diffusion)
- France : 3,14 millions de téléspectateurs[8] (première diffusion)

### Épisode 7:Interview exclusive
- États-Unis : 4 novembre 2019 sur le réseau Fox
- France : 31 mars 2020 sur TF1

- États-Unis : 3,17 millions de téléspectateurs[10] (première diffusion)
- France : 3,82 millions de téléspectateurs[11] (première diffusion)

### Épisode 8:Un vieil ami de la famille
- États-Unis : 11 novembre 2019 sur le réseau Fox
- France : 31 mars 2020 sur TF1

- États-Unis : 3,30 millions de téléspectateurs[12] (première diffusion)
- France : 3,45 millions de téléspectateurs[11] (première diffusion)

### Épisode 9:La Garçonnière
- États-Unis : 25 novembre 2019 sur le réseau Fox
- France : 7 avril 2020 sur TF1

- États-Unis : 3,04 millions de téléspectateurs[13] (première diffusion)
- France : 3,74 millions de téléspectateurs[14] (première diffusion)

### Épisode 10:Douce nuit
- États-Unis : 2 décembre 2019 sur le réseau Fox
- France : 7 avril 2020 sur TF1

- États-Unis : 3,35 millions de téléspectateurs[15] (première diffusion)
- France : 3,51 millions de téléspectateurs[14] (première diffusion)

- Sean Pertwee : Owen Shannon
- Meagan Good : Colette Swanson

### Épisode 11:Là où tout a commencé
- États-Unis : 20 janvier 2020 sur le réseau Fox
- France : 7 avril 2020 sur TF1

- États-Unis : 3,07 millions de téléspectateurs[16] (première diffusion)
- France : 3,06 millions de téléspectateurs[14] (première diffusion)

### Épisode 12:Affaires internes
- États-Unis : 27 janvier 2020 sur le réseau Fox
- France : 1er juillet 2020 sur TF1

- États-Unis : 3,15 millions de téléspectateurs[17] (première diffusion)
- France : 2,85 millions de téléspectateurs[18] (première diffusion)

### Épisode 13:Le reste est littérature
- États-Unis : 3 février 2020 sur le réseau Fox
- France : 1er juillet 2020 sur TF1

- États-Unis : 3,53 millions de téléspectateurs[19] (première diffusion)
- France : 2,28 millions de téléspectateurs[18] (première diffusion)

### Épisode 14:Le tueur du carrousel
- États-Unis : 10 février 2020 sur le réseau Fox
- France : 1er juillet 2020 sur TF1

- États-Unis : 3,09 millions de téléspectateurs[20] (première diffusion)

### Épisode 15:Embaumement
- États-Unis : 17 février 2020 sur le réseau Fox
- France : 8 juillet 2020 sur TF1

- États-Unis : 3,33 millions de téléspectateurs[21] (première diffusion)
- France : 3,18 millions de téléspectateurs[22] (première diffusion)

- Ana Gasteyer : Tilda Carp

### Épisode 16:Question de confiance
- États-Unis : 16 mars 2020 sur le réseau Fox
- France : 8 juillet 2020 sur TF1

- États-Unis : 3,28 millions de téléspectateurs[23] (première diffusion)
- France : 2,64 millions de téléspectateurs[22] (première diffusion)

### Épisode 17:Baby Shower
- États-Unis : 23 mars 2020 sur le réseau Fox
- France : 15 juillet 2020 sur TF1

- États-Unis : 3,45 millions de téléspectateurs[24] (première diffusion)
- France : 3,16 millions de téléspectateurs[25] (première diffusion)

### Épisode 18:Les fantômes de l'opéra
- États-Unis : 30 mars 2020 sur le réseau Fox
- France : 15 juillet 2020 sur TF1

- États-Unis : 3,47 millions de téléspectateurs[26] (première diffusion)
- France : 2,64 millions de téléspectateurs[25] (première diffusion)

### Épisode 19:Dans l’ombre
- États-Unis : 10 avril 2020 sur le réseau Fox
- France : 22 juillet 2020 sur TF1

- États-Unis : 3,33 millions de téléspectateurs[27] (première diffusion)
- France : 3,11 millions de téléspectateurs[28] (première diffusion)

### Épisode 20:Tel père...
- États-Unis : 27 avril 2020 sur le réseau Fox
- France : 22 juillet 2020 sur TF1

- États-Unis : 3,38 millions de téléspectateurs[29] (première diffusion)
- France : 2,71 millions de téléspectateurs[28] (première diffusion)